# Episodi de L'ispettore Tibbs (prima stagione)
La prima stagione della serie televisiva L'ispettore Tibbs è stata trasmessa in anteprima negli Stati Uniti d'America dalla NBC tra il 6 marzo 1988 e il 3 maggio 1988.
| nº | Titolo originale    | Titolo italiano                          | Prima TV USA   | Prima TV Italia |
| -- | ------------------- | ---------------------------------------- | -------------- | --------------- |
| 1  | Pilot (Part 1)      | Paternità irresponsabile (prima parte)   | 6 marzo 1988   |                 |
| 2  | Pilot (Part 2)      | Paternità irresponsabile (seconda parte) | 6 marzo 1988   |                 |
| 3  | Road Kill           | Un testimone scomodo                     | 15 marzo 1988  |                 |
| 4  | Fate                |                                          | 22 marzo 1988  |                 |
| 5  | Blind Spot (Part 1) | Conto in sospeso (prima parte)           | 29 marzo 1988  |                 |
| 6  | Blind Spot (Part 2) | Conto in sospeso (seconda parte)         | 5 aprile 1988  |                 |
| 7  | A Necessary Evil    | Un poligamo sfortunato                   | 12 aprile 1988 |                 |
| 8  | ...And Then You Die | Evaso                                    | 3 maggio 1988  |                 |